# Onthophagus pseudoschultzei
Onthophagus pseudoschultzei är en skalbaggsart som beskrevs av Josso och Prévost 2000. Onthophagus pseudoschultzei ingår i släktet Onthophagus och familjen bladhorningar. Inga underarter finns listade i Catalogue of Life.